# آتیس
آتیس (به انگلیسی: Attis) یا (به انگلیسی: Atys)، از شخصیت‌های اسطوره‌های یونان می‌باشد.
کوبله، الههٔ فروگیایی عاشق وی بود. سبلی به سبب عشق و حسادت شدید و برای آن‌که آتیس نتواند با کس دیگری ازدواج کند، او را وادار کرد تا خود را اخته کند. آتیس در اثر این زخم جان سپرد و کوبله به یاد او همه خادمان معبد خود را امر کرد تا خود را خواجه کنند و آتیس را به صورت درختی در آورد.